# Seventeen (band)
Seventeen (Hangul: 세븐틴), ook gestileerd als SEVENTEEN of SVT) is een Zuid-Koreaanse boyband samengesteld door Pledis Entertainment in 2015. De groep bestaat uit dertien leden die onderverdeeld zijn in drie subgroepen, elk met andere specialisaties: een 'hip-hop unit', een 'vocal unit' en een 'performance unit'. De leden zijn als volgt onderverdeeld in de drie subgroepen:
Hip-hop unit
- S.Coups (에스쿱스) — groepsleider, hip-hop unit leider, rapper
- Wonwoo (원우) — rapper
- Mingyu (민규) — rapper
- Vernon (버논) — rapper

Vocal unit
- Woozi (우지) — vocal unit leider, zanger
- Jeonghan (정한) — zanger
- Joshua (조슈아) — zanger
- DK / Dokyeom (도겸) — zanger
- Seungkwan (승관) — zanger

Performance unit
- Hoshi (호시) — performance unit leider, danser, zanger, rapper
- Jun (준) — danser, zanger
- The8 (디에잇) — danser, zanger
- Dino (디노) — danser, zanger, rapper

Seventeen heeft vier albums en negen minialbums en twee special albums uitgebracht.
De leden zijn allemaal al sinds hun debuut betrokken bij het componeren en produceren van hun muziek en choreografie, wat hun de bijnaam 'zelfproducerende idoolgroep' opleverde.

## Discografie
- 17 Carat, 2015
- Boys Be, 2015
- Love & Letter, 2016
- Love & Letter repackage, 2016
- Going Seventeen, 2016
- AL1, 2017
- Teen, age, 2017
- Ideal Cut, 2018
- You Make My Day, 2018
- You Made My Dawn, 2019
- An ode, 2019
- Heng:garae, 2020
- Semicolon, 2020
- Your Choice, 2021
- Attacca, 2021
- Face The Sun, 2022
- Sector 17, 2022
- FML, 2023
- Seventeenth heaven, 2023